# Хозяйка (повесть)
«Хозя́йка» — повесть русского писателя XIX века Фёдора Михайловича Достоевского, написанная в 1846—1847 году и опубликованная в 1847 году в десятом и одиннадцатом номерах журнала «Отечественные записки» Андрея Краевского. Первое отдельное издание было выпущено в 1865 году Фёдором Стелловским.

## История создания
Замысел повести «Хозяйка» возник у Достоевского в октябре 1846 года. К этому времени в «Отечественных записках» был опубликован его рассказ «Господин Прохарчин», а сам писатель работал над повестью «Сбритые бакенбарды» для Белинского. Отрицательные отзывы журналов о «Господине Прохарчине» заставляют Достоевского пересмотреть свои творческие принципы. Достоевский понял, что «чиновничья» тема, берущая начало ещё в «Шинели» Гоголя, оказалась исчерпана. Нежелание повторяться заставило писателя оставить написание «Сбритых бакенбард» и обратиться к новой теме, оставаясь в рамках «петербургской» повести, насыщенной столичной «физиологией». Вместо чиновника на роль главного героя выдвигается образ молодого «мечтателя». В письме брату Михаилу он сообщает: «… всё это есть не что иное, как повторение старого, давно уже мною сказанного. Теперь более оригинальные, живые и светлые мысли просятся из меня на бумагу <…>. Я пишу другую повесть, и работа идёт, как некогда в „Бедных людях“, свежо, легко и успешно. Назначаю её Краевскому…»
К этому времени он окончательно разошёлся с кругом Виссариона Белинского, который только что покинул журнал Андрея Краевского «Отечественные записки» для сотрудничества в преобразованном Николаем Некрасовым и Иваном Панаевым журнале «Современник». В то время, когда Белинский порывал с Краевским, Достоевский, наоборот, начал сближаться с этим издателем. В 1846 году у Краевского были опубликованы «Двойник» и «Господин Прохарчин». Все последующие годы, вплоть до отправки на каторгу в 1849 году и после неё Достоевский помещает свои художественные произведения в журнале Краевского. Исключением стали «Роман в девяти письмах», опубликованный Некрасовым в «Современнике», и «Ползунков», напечатанный им же в «Иллюстрированном альманахе». Все последовавшие за «Бедными людьми» произведения Достоевского подверглись суровой критике Белинского. 
В письме от 26 ноября Достоевский писал брату о разрыве с журналом «Современник» и сближении с «Отечественными записками». Там же, по мнению исследователей творчества писателя, он упомянул и работу над «Хозяйкой»: «…работа для святого искусства, работа святая, чистая, в простоте сердца, которое ещё никогда так не дрожало и не двигалось у меня, как теперь перед всеми новыми образами, которые создаются в душе моей». Работа над «Хозяйкой», которую Достоевский планировал закончить к январю 1847 года, неожиданно была прервана новым замыслом — романом «Неточка Незванова». Письмо к брату в январе или феврале 1847 года показывает, что Достоевский всё ещё не закончил повесть: «Я пишу мою „Хозяйку“. Уже выходит лучше „Бедных людей“. Это в том же роде. Пером моим водит родник вдохновения, выбивающийся прямо из души. Не так, как в „Прохарчине“, которым я страдал всё лето».
Работа над «Хозяйкой» длилась до осени, 9 сентября 1847 года Достоевский сообщил брату о том, что заканчивает произведение. Из рукописных текстов начального периода творчества писателя сохранились только наброски к повести «Двойник». Материалы по «Хозяйке» могли быть либо уничтожены самим Достоевским перед арестом, либо изъяты уже после ареста и уничтожены после окончания следствия.
30 сентября 1847 года было получено разрешение Петербургского цензурного комитета на печать первой части повести. Впервые была опубликована в том же году в десятом номере журнала «Отечественные записки» Андрея Краевского. В ответ на это Белинский язвительно написал Анненкову, что «Достоевский славно подкузьмил Краевского: напечатал у него первую половину повести; а второй половины не написал, да и никогда не напишет…» Однако уже 31 октября 1847 года цензурный комитет разрешил печать второй части повести, которая впервые появилась в одиннадцатом номере «Отечественных записок» того же года. В дальнейшем при жизни Достоевского повесть печаталась в 1865 году в отдельном издании Стелловского и в составе Полного собрания сочинений Достоевского того же года. В оригинальный текст повести автор внёс только незначительные правки.

## Главные герои
Комментаторы Достоевского указывают, что к концу 1846 года Достоевский под влиянием печатных суждений приходит к мысли о том, что тема чиновничества исчерпана им в «Бедных людях» и «Двойнике», следовательно, повторное обращение к этой теме сулит творческую неудачу. Поэтому в «Хозяйке» появляется новый главный герой: молодой персонаж-мечтатель. Этот тип персонажа психологически более сложный в отличие от прежних чиновников, он вобрал в себя черты самого Достоевского. Глубокое обоснование этому персонажу Достоевский дал в серии публицистических очерков «Петербургская летопись», работа над которыми происходила одновременно с «Хозяйкой». Образу «мечтателя» будет отведено центральное положение во многих последующих произведениях: «Неточка Незванова», «Белые ночи», позднее «Преступление и наказание».
Сама повесть максимально насыщена новыми для Достоевского видениями, снами, галлюцинациями, бредом героя, фантастическим переплетением реального и химерического. Здесь возникло принципиально новое явление — «образ идеи», а его герои-«мечтатели» отныне будут мыслить не обычными идеями, а «образами идей»: Версилов, Иван Карамазов.
Образ Катерины, по мнению исследователей, представляет собой символ народной души, страдающей от мрачного прошлого. Купец-старообрядец Мурин воплощает собой эту мрачную власть, против которой борется герой-«мечтатель» Ордынов, стремящийся освободить Катерину и возродить её к новой жизни.
Исключительное влияние на формирование образа Катерины оказала «Страшная месть» Гоголя. Гоголевская героиня была жертвой отца-колдуна, мрачного средневекового изменника. Достоевский приближает свою Катерину к современности. Позднее женский образ инфернальной, демонической Катерины будет неоднократно появляться на страницах различных произведений писателя. Влияние «Страшной мести» проявилось в речевых характеристиках Катерины, отмеченных воздействием фольклорной среды.
В образе Мурина легко угадывается жизнеописание Моисея Мурина, бывшего атамана разбойничьей шайки, взятого из «Жития преподобного отца нашего Моисея Мурина».

## Сюжет
Главный герой произведения — «художник в науке», по определению Достоевского, Василий Ордынов, получивший некоторое наследство, направляет свои силы на сочинение труда по истории церкви. Для этого он сознательно уединился от людей с тем, чтобы создать свою собственную неповторимую научную «систему». Из контекста произведения становится ясно, что такая «система» могла подразумевать под собой новую концепцию на базе утопического социализма. По ходу произведения Ордынов переживает сложные драматические события, которые приводят его к идейному кризису, в результате которого он отказывается от своей первоначальной «системы», но «не построив ничего на развалинах», «испросил исцеления у Бога».
Ордынов, пребывающий в области отвлечённых «химер» и мечтаний, вынужден столкнуться с инфернальной личностью «колдуна» Мурина — в настоящем старика-старообрядца, а в прошлом, возможно, «удалого разбойника» и «душегуба». Под влиянием старика-начётчика находится молодая красавица Катерина, которую Ордынов пытается освободить из-под власти Мурина. Борьба Ордынова с Муриным за влияние над Катериной имеет некое символическое значение: по мнению комментаторов Достоевского, образ хозяйки-Катерины становится у Достоевского символом «национальной стихии, народной души, страдающей под мрачной властью прошлого», отображённого в образе «колдуна»-старообрядца. Но всё, что Ордынов может противопоставить Мурину, это его любовь к Катерине, и силой своей любви он и борется со злой волей таинственного старика. Катерина, находясь под гипнотическим влиянием Мурина, не спешит освободиться «от своего тягостного и одновременно сладостного плена».

## Отзывы и рецензии
После публикации обеих частей повести Виссарион Белинский, уже после выхода первой части негативно отзывавшийся о произведении, в статье «Взгляд на русскую литературу 1847 года» писал: «Будь под нею подписано какое-нибудь неизвестное имя, мы бы не сказали о ней ни слова <…> Не только мысль, даже смысл этой, должно быть, очень интересной повести остаётся и останется тайной для нашего разумения, пока автор не издаст необходимых пояснений и толкований на эту дивную загадку его причудливой фантазии. Что это такое — злоупотребление или бедность таланта, который хочет подняться не по силам и потому боится идти обыкновенным путём и ищет себе какой-нибудь небывалой дороги? Не знаем, нам только показалось, что автор хотел попытаться помирить Марлинского с Гофманом, подболтавши сюда немного юмору в новейшем роде и сильно натеревши всё это лаком русской народности <…>. Во всей этой повести нет ни одного простого и живого слова или выражения: всё изысканно, натянуто, на ходулях, поддельно и фальшиво». В письмах к Василию Боткину и Павлу Анненкову Белинский отозвался ещё резче: «мерзость» и «ерунда страшная». В одной из рецензий также отметил, что «г-н Достоевский недавно напечатал свой новый роман „Хозяйка“, который не возбудил никакого шуму и прошел в страшной тишине».
Анненков на страницах «Современника» поддержал мнение Белинского: «Кому не казалось, <…> что повесть эта порождена душным затворничеством, четырьмя стенами тёмной комнаты, в которых заперлась от света и людей болезненная до крайности фантазия? <…> Разумеется, что, раз отдавшись без оглядки собственной фантазии, отделенной от всякой действительности, авторы этого направления уже и не думают об оттенках характеров, о живописи, так сказать, лица, о нежной игре света и тени на картине. Требования эти замещаются туманным стремлением к величию характеров, тяжелым поиском колоссальности в образах и представлениях. И действительно, к концу рассказа главное лицо облекается в некоторый род величия, но величие это весьма близко подходит к тому, которым поражает бедняк с картонным венцом на голове и деревянным скипетром на страдальческом ложе своем».
Чуть более тепло отозвался о «Хозяйке» Аполлон Григорьев, выделивший среди заслуг произведения его «тревожную лихорадочность». В то же время критик осудил отвергаемый им сентиментальный натурализм, к которому, по его мнению, относилось всё раннее творчество Достоевского до «Неточки Незвановой».
По мнению критика Николая Страхова, дружески расположенного к Достоевскому, в «Хозяйке» впервые была затронута важнейшая для 1860—1870-х годов тема — взаимоотношений народа и интеллигенции. По-новому на повесть «Хозяйка» критика смогла взглянуть лишь после смерти Достоевского, когда в связи с общим повышением интереса к творчеству писателя произведение стало интерпретироваться как один из первых подступов к позднейшей социально-политической тематике, вершиной которой стали его повести и романы 1860—1870 гг. Позднее исследователи отмечали параллели «Хозяйки» с «Белыми ночами», с повестью «Слабое сердце», с романом «Преступление и наказание» (в эпизоде неудавшегося покушения Ордынова), с романом «Братья Карамазовы» (Катерина и Грушенька, «Великий инквизитор»).

## Художественные особенности
Появление персонажа-«мечтателя» сближало повесть с романтической традицией, имевшей подобных персонажей в произведениях Александра Вельтмана, Михаила Погодина, Николая Гоголя («Невский проспект»), Владимира Одоевского, Николая Полевого, Михаила Воскресенского («Мечтатель»), Жорж Санд, Гофмана.
Влияние романтизма сказалось не только на образе героя-мечтателя, но и в целом на сюжетном построении произведения. Арн Цейтлин находит некоторое сходство эпизодов с повестью Михаила Погодина «Суженый». Виктор Виноградов усматривает следы влияния «Отрывка из неоконченной повести» Михаила Лермонтова в переплетении типичной петербургской «физиологии» с элементами гофмановского повествования. Коллизии взаимоотношений Ордынова, Мурина и Катерины также могли быть навеяны Гофманом, Томасом Де Квинси, русскими романтиками.

## Постановки на сцене
В Париже в 1912 году была инсценирована пьеса «Гений подполья» Савуара и Нозьера. Пьеса была написана по мотивам «Вечного мужа» с включением элементов из «Хозяйки» и «Записок из подполья».
Десять лет спустя в 1922 году инсценировка «Хозяйки» шла в Передвижном театре Павла Гайдебурова в Петрограде.

## Экранизация
В 1958 году французским режиссёром Жан-Кристофом Эверти был снят телевизионный фильм «Хозяйка» / La logeuse по мотивам одноимённой повести Ф. М. Достоевского. Сценаристом фильма был Артюр Адамов